# Polen op het Türkvizyonsongfestival
Polen nam tijdens vierde editie in 2020  deel aan het Türkvizyonsongfestival. Het land heeft in totaal 1 keer deelgenomen aan het festival.

## Geschiedenis

### Eerste pogingen tot deelnemen
Voor de editie in 2016 besloot de Poolse omroep om een poging te wagen om een deelnemer naar het festival te sturen. De omroep koos intern voor Olga Shimanskaya. Shimanskaya zou in Istanboel deelnemen met het Turkse nummer Masal gibi bu dünya. Begin december werd het festival echter verplaatst naar maart 2017. Uiteindelijk werd ook deze datum verschoven naar september 2017 en nadien zelf geannuleerd waardoor het debuut van Polen werd uitgesteld.

### Uiteindelijk debuut
Nadat het festival enkele jaren had stilgelegen, werd het in 2020 heropgestart. Bij de heropstart was Polen wel van de partij. De omroep koos opnieuw intern een kandidaat. Voor deze editie viel de keuze op Michelle. Ze nam deel met het nummer Doğma yerlər. Opmerkelijk: het nummer werd geschreven door Elcan Rzayev. Rzayev zou de Nederlandse inzending op het festival zijn, maar moest zich terugtrekken van het festival.
In Istanboel trad Polen als negende op, na Azerbeidzjan en voor Tatarije. Aan het eind van de avond eindigde Polen 18de op 26 deelnemers.

## Poolse deelnames
| Jaar | Artiest  | Titel        | Fin. | Ptn. | Semi | Ptn. | Taal           |
| ---- | -------- | ------------ | ---- | ---- | ---- | ---- | -------------- |
| 2020 | Michelle | Doğma yerlər | 18   | 172  |      |      | Azerbeidzjaans |

| Kleur | Betekenis      |
| ----- | -------------- |
|       | Eerste plaats  |
|       | Tweede plaats  |
|       | Derde plaats   |
|       | Laatste plaats |
|       | Gastland       |